# Elephastomus howdeni
Elephastomus howdeni is een keversoort uit de familie cognackevers (Bolboceratidae). De wetenschappelijke naam van de soort werd in 1990 gepubliceerd door Nikolajev.